# بوبي ماكليستر
بوبي ماكليستر (بالإنجليزية: Bobby McAllister)‏ (8 مايو 1963 في الولايات المتحدة - ) هو مدرب كرة قدم ولاعب كرة قدم أمريكي في مركز الوسط.